# Dixa
Eriopterites
Genre
Synonymes
- Eriopterites Meunier, 1915

Dixa est un genre d'insecte diptères de la famille des Dixidae.

## Classification
Le genre Dixa a été créé en 1818 par l'entomologiste allemand Johann Wilhelm Meigen (1764-1845),. Ce genre appartient à la famille des Dixidae.

### Répartition
Le genre a une répartition cosmopolite.

## Description
Selon , ces moustiques pondent leurs œufs dans des eaux stagnantes ou lentes riches en végétation. Les œufs sont pondus en rangées plus ou moins régulières et sont entourés d'une masse gélatineuse que la femelle soutient avec ses pattes postérieures lors de la ponte. Après la pose, la masse s'enfonce dans l'eau.
Les larves vivent dans et sur l'eau. Ils adoptent une posture en forme de « V » lorsqu'ils sont juste hors de l'eau sur une plante aquatique ou des feuilles flottantes. Ils se déplacent à la surface de l'eau avec un mouvement latéral typique de flexion et d'étirement. Le stade nymphe ne dure que quelques heures à quatre jours. Les adultes peuvent être vus "danser" à la tombée de la nuit,,.

## Liste d'espèces
Les espèces connues sont :
- D. adleri Peters, 1987
- D. arge Dyar and Shannon, 1924
- D. blax Dyar and Shannon, 1924
- D. borealis Martini, 1928
- D. brevis Garrett, 1924
- D. dilatata Strobl, 1900
- D. distincta Garrett, 1925
- D. fluvica Peters, 1966
- D. fraterna Garrett, 1924
- D. frizzi (Contini, 1965)
- D. fusca Loew, 1863
- D. hegemonica Dyar & Shannon, 1924
- D. inextricata Dyar and Shannon, 1924
- D. johannseni Garrett, 1924
- D. lobatus Garrett, 1924
- D. maculata Meigen, 1818
- D. melanderi Peters, 1966
- D. modesta Johannsen, 1903
- D. nebulosa Meigen, 1830
- D. neohegemonica Peters, 1966
- D. notata Loew, 1863
- D. nubilipennis Curtis, 1832
- D. obsoleta Peus, 1934
- D. pseudindiana Peters, 1981
- D. puberula Loew, 1849
- D. pullogruma Peters, 1966
- D. recens Walker, 1848
- D. rhathyme Dyar and Shannon, 1924
- D. rudis Garrett, 1924
- D. serrifera Edwards, 1928
- D. similis Johannsen, 1923
- D. submaculata Edwards, 1920
- D. terna Loew, 1863
- D. tetrica Peus, 1934
- D. thomasi Vaillant, 1969
- D. venosa Loew, 1872
- D. xavia Dyar and Shannon, 1924

## Espèces fossiles
Selon Paleobiology Database en 2023, le nombre des espèces fossiles référencées est de deux :
- †Dixa minuta Meunier, 1906
- †Dixa tertiaria Meunier, 1915[2]

## Galerie

Quelques espèces vivantes du genre Dixa.
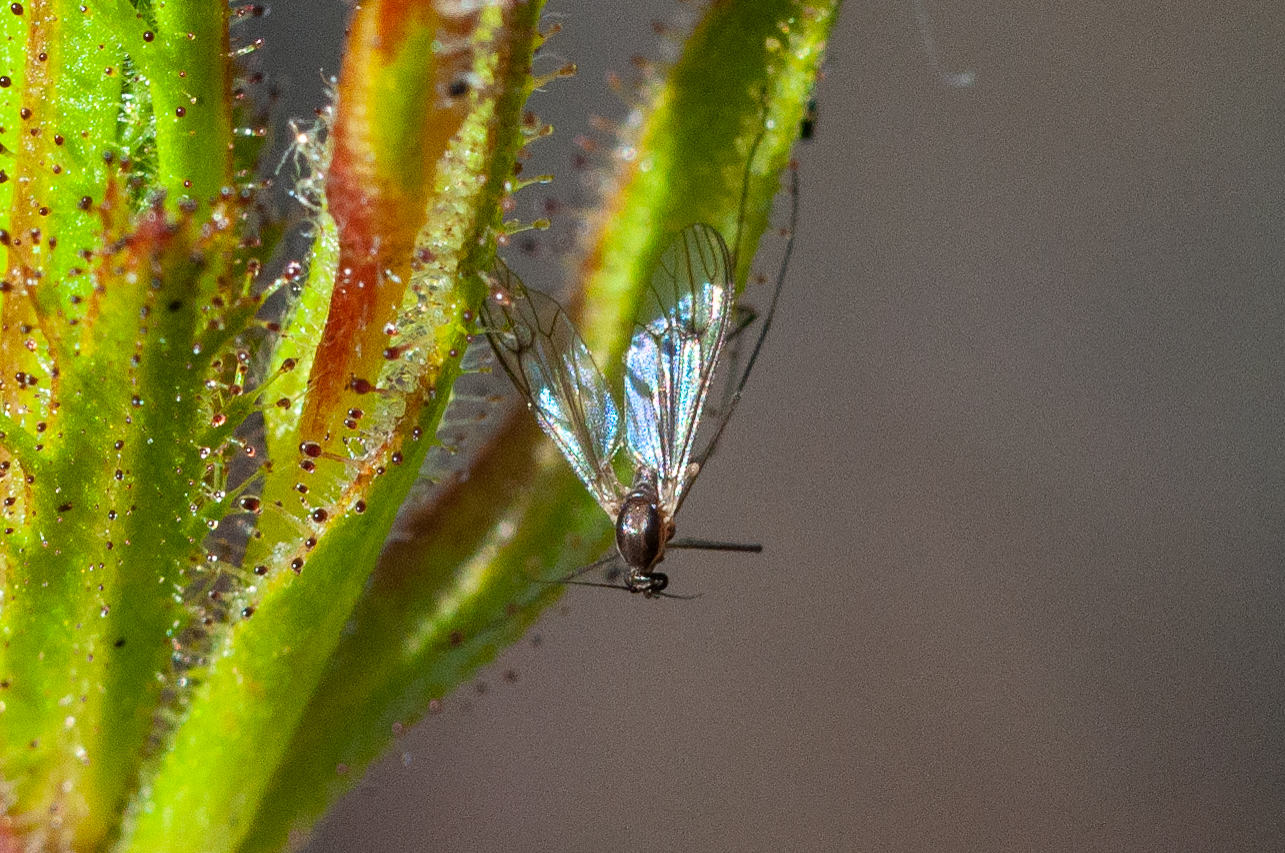
Dixa capensis.
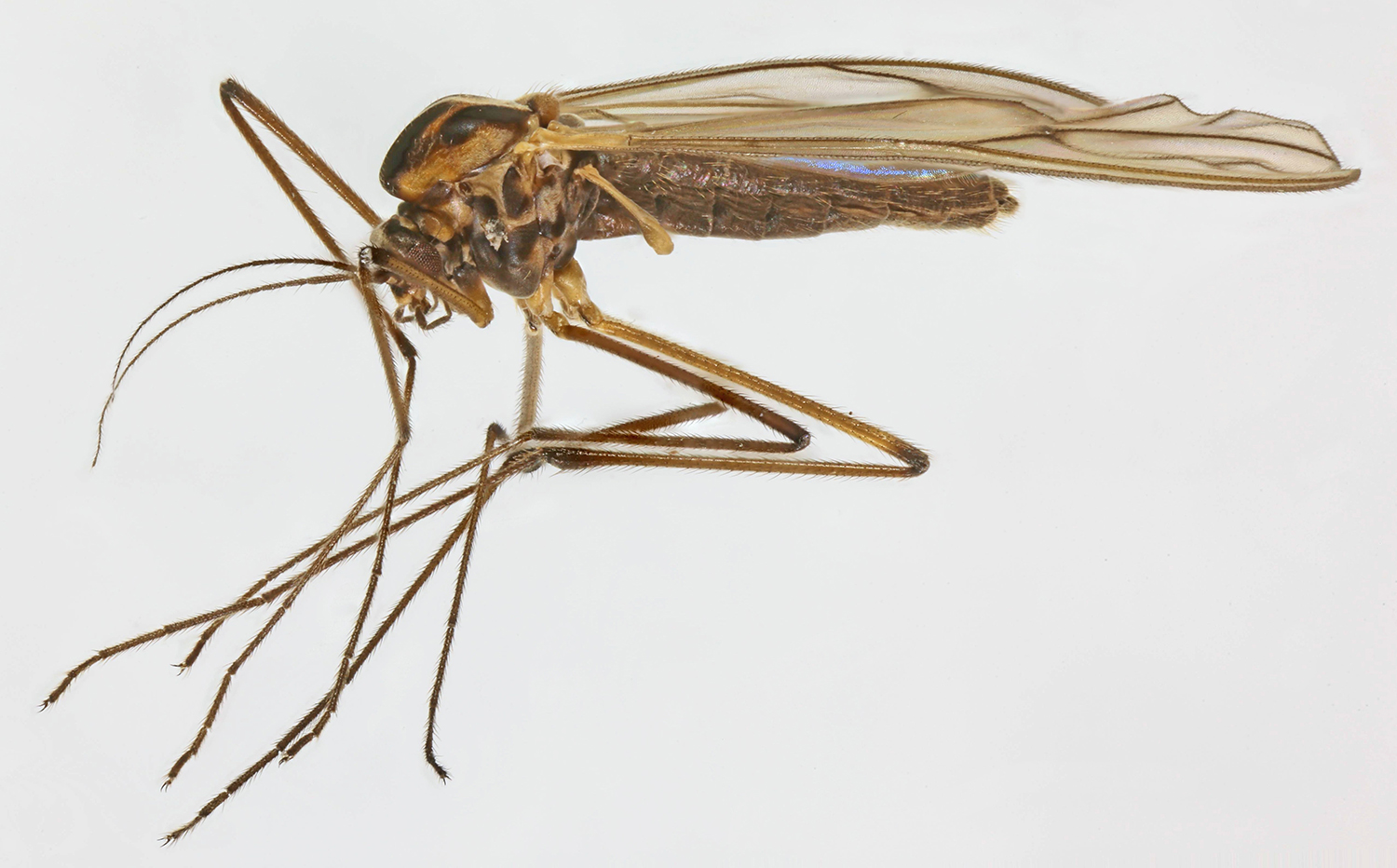
Dixa dilatata.
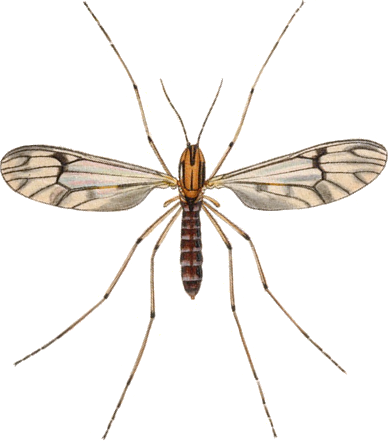
Dixa nebulosa.
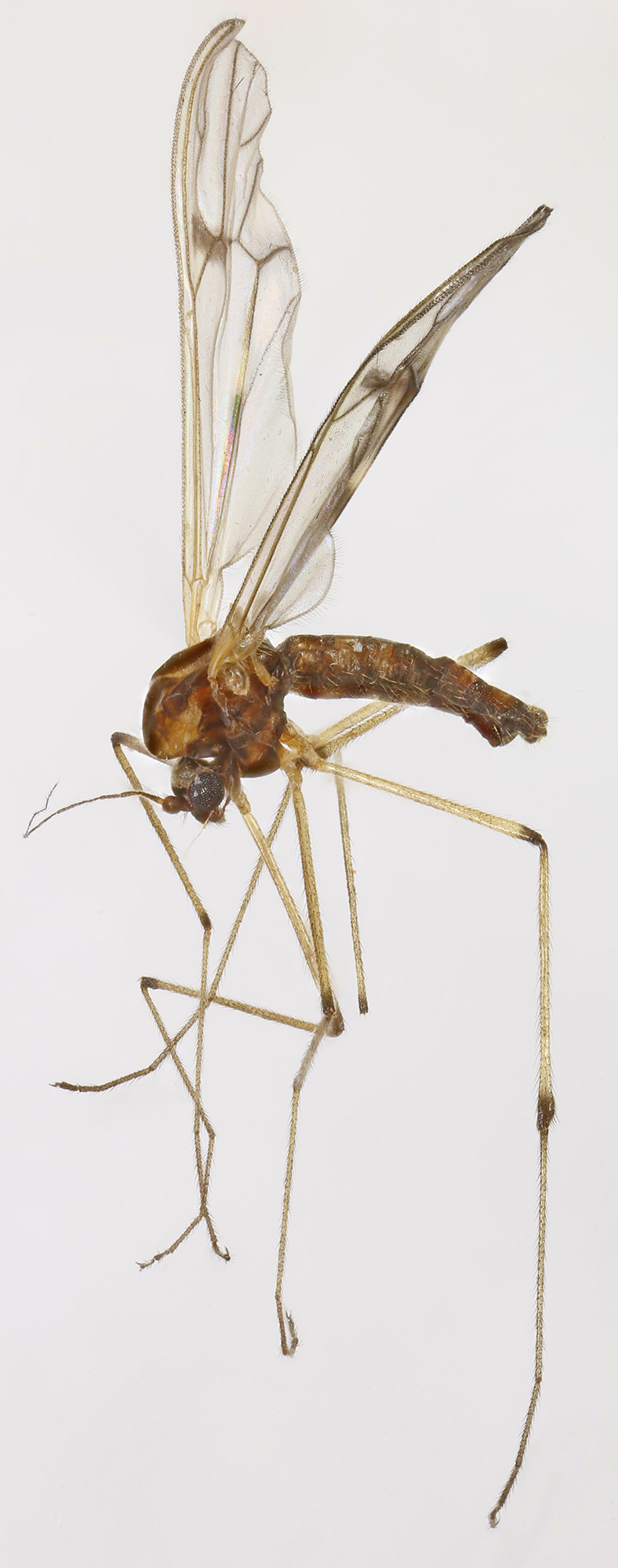
Dixa nubilipennis.
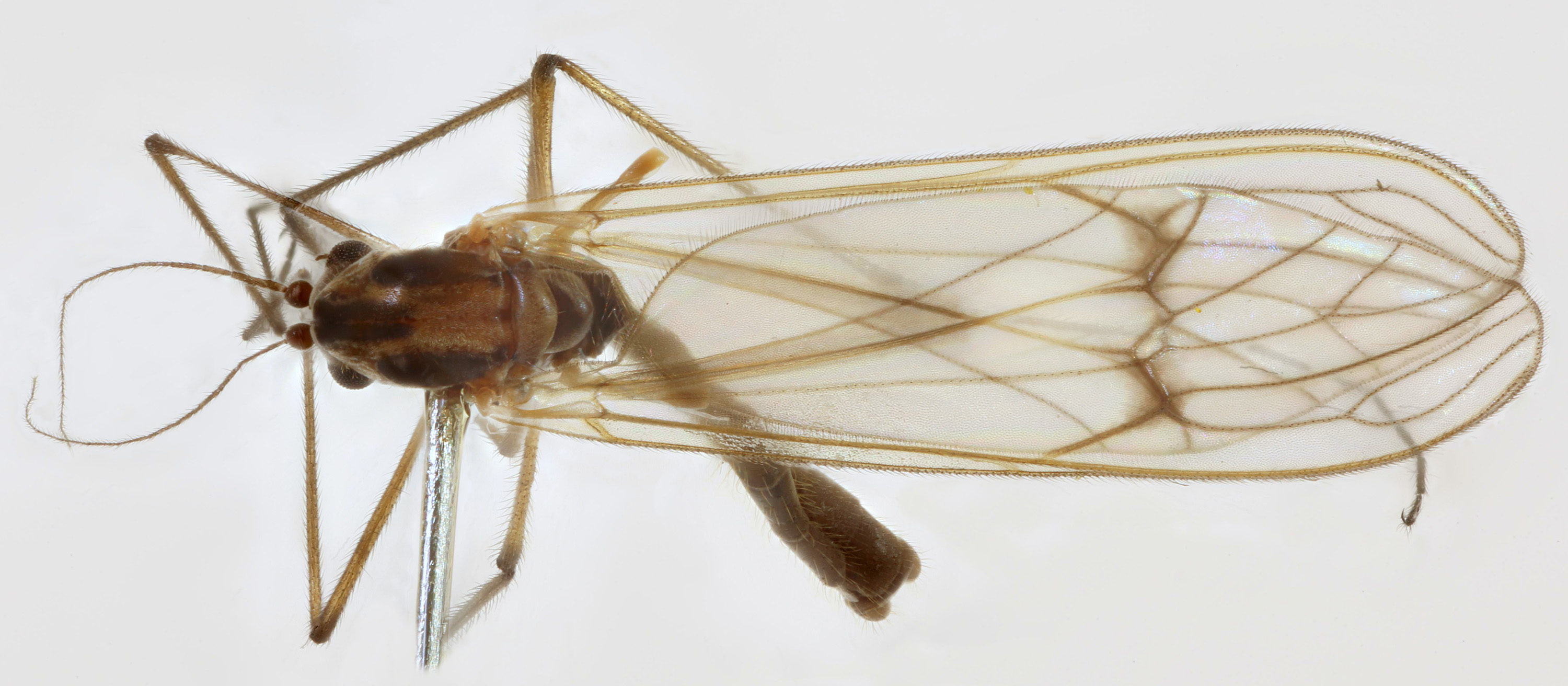
Dixa submaculata.

### Publication originale
- [Johann Wilhelm Meigen 1818] (en) Johann Wilhelm Meigen, Systematische Beschreibung der Bekannten Europäischen Zweiflügeligen Insekten, Erster Theil, 1818, 1-332 p. (lire en ligne).